# Điền Quang
Điền Quang là một xã thuộc tỉnh Thanh Hóa, Việt Nam.
Được thành lập ngày 16 tháng 6 năm 2025 trên cơ sở các xã Điền Thượng, Điền Hạ, Điền Quang của huyện Bá Thước, xã Điền Quang chính thức hoạt động từ ngày 1 tháng 7 cùng năm.

## Địa lý
Xã Điền Quang nằm ở vùng núi phía tây bắc tỉnh Thanh Hóa, có vị trí địa lý:
- Phía đông giáp xã Cẩm Thạch
- Phía bắc giáp xã Điền Lư
- Phía tây giáp xã Thiết Ống
- Phía nam giáp các xã Thạch Lập, Đồng Lương.

Xã Điền Quang có diện tích tự nhiên 103,67 km², quy mô dân số năm 2024 là 16.611 người, mật độ dân số đạt 160 người/km².
Quốc lộ 217 chạy qua địa bàn xã Điền Quang.

## Lịch sử
Địa giới hành chính xã Điền Quang trước đây là các xã Điền Thượng, Điền Hạ, Điền Quang, nằm ở phía đông nam huyện Bá Thước.
Ngày 16 tháng 6 năm 2025, huyện Bá Thước bị giải thể do bỏ cấp huyện; xã Điền Quang được thành lập theo Nghị quyết số 1686/NQ-UBTVQH15 của Ủy ban Thường vụ Quốc hội trên cơ sở sáp nhập toàn bộ diện tích tự nhiên và quy mô dân số của 3 xã Điền Thượng, Điền Hạ, Điền Quang. Xã này chính thức hoạt động từ ngày 1 tháng 7 năm 2025, là đơn vị hành chính trực thuộc tỉnh Thanh Hóa.

### Xã Điền Quang trước 16/6/2025
Xã Điền Quang là một phần của đất Mường Ấm, thời Lê-Nguyễn là vùng đất thuộc huyện Cẩm Thủy, phủ Thiệu Thiên, Thanh Hóa. Đến năm Thành Thái thứ 16 (1904), thuộc tổng Điền Lư, châu Quan Hóa. Vào năm Khải Định thứ 10 (1925), tổng Điền Lư chuyển về châu Tân Hóa mới thành lập. Năm 1943, tổng Điền Lư trở lại thuộc huyện Cẩm Thủy. Sau Cách mạng tháng Tám (1945), tổng Điền Lư thuộc châu Tân Hóa mới tái lập, đến tháng 11 năm 1945, châu Tân Hóa đổi thành châu Bá Thước theo tên của thủ lĩnh Cầm Bá Thước trong phong trào Cần Vương.
Tháng 3 năm 1948, xã Điền Quang lúc này là vùng đất thuộc xã Hồ Điền, huyện Bá Thước. Năm 1964, xã Hồ Điền được chia thành 4 xã là Điền Lư, Điền Hạ, Điền Thượng, Điền Quang, tên gọi Điền Quang chính thức xuất hiện từ đây.
Khi mới thành lập, xã Điền Quang gồm các chòm: Đào, Khước, Mướn, Cộ, Mười, Lũng, Un Trướn, Đồn Mướn, Mù Khò, Ấm, Khà, Mý, Xê, Mít Muổng. Hiện nay gồm các làng: Đào, Ấm, Mượn, Cộ, Luyện, Mười, Un, Thứng, Khước, Vàng Ví, Khò Mít, Quóc, Sê và Rống.

## Hành chính
Xã Điền Quang có 30 thôn. Dưới đây là danh sách các thôn theo địa giới từng xã cũ:
| Mã    | Tên xã      | Hành chính | Hành chính                                                                                                  |
| Mã    | Tên xã      | Số lượng   | Danh sách                                                                                                   |
| ----- | ----------- | ---------- | --- |
| 14926 | Điền Thượng | 6 thôn     | Bít Bả, Chiềng Má, Chiềng Mưng, Lau, Thượng Sơn, Xay Luồi                                                   |
| 14929 | Điền Hạ     | 9 thôn     | Bứng, Duồng, Đèn, Đớn, Nan, Né, Sèo, Thành Điền, Xăm                                                        |
| 14932 | Điền Quang  | 15 thôn    | Bái Tôm, Cộ, Đào, Đồi Muốn, Hồ Quang, Khò, Khước Luyện, Lùng, Mít, Mười, Mưỡn, Tam Liên, Un, Vền Ấm Khà, Xê |